# Kenneth Bancroft Clark
Kenneth Bancroft Clark, född 14 juli 1914, död 1 maj 2005, var en amerikansk psykolog och social aktivist. Han arbetade för avskaffandet av rassegregation i USA. Han var gift med medarbetaren Mamie Phipps Clark.